# Olympische Winterspiele 1972/Teilnehmer (Argentinien)
| Gelbes Symbol für Goldmedaillen mit stilisierten Olympischen Ringen | Graues Symbol für Silbermedaillen mit stilisierten Olympischen Ringen | Braundes Symbol für Bronzemedaillen mit stilisierten Olympischen Ringen |
| ------------------------------------------------------------------- | --------------------------------------------------------------------- | ----------------------------------------------------------------------- |
| —                                                                   | —                                                                     | —                                                                       |

Argentinien nahm an den Olympischen Winterspielen 1972 im japanischen Sapporo mit zwei Athleten teil.
Seit 1928 war es die siebte Teilnahme Argentiniens an Olympischen Winterspielen.

## Teilnehmer nach Sportarten

### Ski Alpin
Herren:
- Jorge-Emilio Lazzarini
Slalom: 31. Platz – 2:18,94 min
Riesenslalom: 38. Platz – 3:43,68 min
Abfahrt: 51. Platz – 2:08,29 min
- Carlos Perner
Slalom: 30. Platz – 2:16,52 min
Abfahrt: 47. Platz – 2:03,69 min
Riesenslalom: DNF

## Weblink
- Argentinische Olympiamannschaft 1972 in der Datenbank von Sports-Reference (englisch; archiviert vom Original)